# Perizoma leucatma
Perizoma leucatma là một loài bướm đêm trong họ Geometridae.